# Eugyaria viridis
Eugyaria viridis är en insektsart som beskrevs av Synave 1962. Eugyaria viridis ingår i släktet Eugyaria och familjen Flatidae. Inga underarter finns listade i Catalogue of Life.